# Cerkev sv. Petra in Pavla, Hotiza
Cerkev sv. Petra in Pavla, ki stoji v Hotizi (Občina Lendava), posvečena svetemu Petru in svetemu Pavlu, služi kot župnijska cerkev Župnije Hotiza. 
V Veliki Polani so se leta 1920 pripravljali na gradnjo cerkve. Vabili so tudi vernike iz Hotize, ki naj bi se priključili. Hotižani pa so se leta 1924 odločili, da bodo razširili ladjo vaške kapele Srca Jezusovega. Rečeno storjeno in nastala je cerkvica, nekaj let pozneje pa samostojna župnija.

## Tloris v obliki križa
Načrte za povečavo kapelice v cerkev, posvečeno apostoloma sv. Petru in sv. Pavlu, je naredil gradbeni mojster Josip Aschlaj iz Lendave. Tloris ima obliko križa, zaradi dozidave križnega prezbiterija. Cerkev je brez stolpa dolga 20 metrov. Zgradili so tudi manjšo zakristijo. Povečava kapele v cerkev 1924. leta se je lepo posrečila. Posebnost cerkvene stavbe so gotski podporniki z romanskim okrasnim vencem okoli strehe. Pokrili so jo z eternitnimi ploščami, zvonik pa s pločevino. Glavni oltar je ostal isti kot so ga imeli prej v kapelici, torej oltar Srca Jezusovega. 
Nov glavni oltar so dali izdelati leta 1927 in ta je še sedaj. Izdelan je v delavnici Ivana Sojča v Mariboru. Na levi strani oltarja je relief Kristusa, ki izroča ključe sv. Petru, na desni je relief spreobrnenja sv. Pavla, v sredini oltarja pa je slika na platnu, na kateri sta upodobljena sv. Peter s ključi in sv. Pavel z mečem in knjigo. Pred tem oltarjem je novejši daritveni oltar, ki je v skladu z novimi liturgičnimi predpisi obrnjen proti Ijudstvu. Prejšnji glavni oltar Srca Jezusovega so pozneje dali v desni del cerkvene ladje, v levem delu pa so 1928. leta postavili nov Marijin oltar, ki je v romanskem slogu in z bogato ornamentiko. Narejen je iz smrekovega in lipovega lesa ter pozlačen s pristnim zlatom. Hotiška cerkev nima fresk, ima pa v dveh okenskih nišah sliki sv. Florijana in Jožefa Delavca. Na koru pa je že od začetka harmonij, torej ni klasičnih cerkvenih orgel. V cerkvi so postavili prižnico in spovednico v letih pred drugo svetovno vojno. V cerkvenem stolpu so trije zvonovi. Eden je od prejšnje kapelice, dva pa so kupili 1954. leta.  

## Duhovnija postane župnija
Hotiza je spadala do ustanovitve samostojne župnije v lendavsko župnijo sv. Katarine. Tam so uporabljali madžarski jezik, ki ga pa mnogi niso razumeli, zato so ljudje s Hotize rajši obiskovali božje službe pri Sv. Martinu v Medžimurju, saj jim je bila hrvaščina kot slovanski jezik bližja. Pot do tja ni bila kratka, povrh pa je bila vmes še reka Mura, čez katero so se vozili z brodom. Mnogo pa jih je hodilo k maši v Črenšovce.  
Za to, da bi lahko postala Hotiza povsem slovenska in samostojna župnija je bilo tudi v škofiji, ki so jo predstavniki Hotize oziroma tedanjih vernikov obiskali v začetku 1924. leta. Navedli so, da madžarskega jezika ne razumejo, slovensko pridigo pa da slišijo v svojem kraju le enkrat letno.
Po protokolu lavantinske škofije iz leta 1924 naj bi mariborski škof odcepil Hotizo od njene matične župnije sv. Katarine v Lendavi in ustanovil na Hotizi samostojno duhovnijo (ekspozituro), vendar listine o tem ni najti ne v škofijskem ne v dekanijskem ali župnijskem arhivu. V predvojni Jugoslaviji je bilo ustanavljanje župnij in samostojnih duhovnij dokaj zapleteno in zamudno, ker so morali upoštevati tudi državne predpise. Zdi se, da ustanovne listine o hotiški duhovniji sploh niso izstavili. Kljub temu so uradni akti vodili Hotizo kot samostojno duhovnijo, nekdo je celo že 1924. leta priskrbel uradni pečat. Hotiza je postala uradno samostojna župnija sv. Petra in sv. Pavla na podlagi ustanovne listine - škofijske odločbe 15. junija 1955, ki jo je podpisal škof Maksimilijan.
V župniji sv. Petra in sv. Pavla na Hotizi so v zadnjih letih povečali in uredili veroučno učilnico. Cerkev so na novo prekrili z eternitnimi ploščami, streho zvonika pa prevlekli z bakreno pločevino in namestili bakrene žlebove ter prenovili pročelje zvonika in del cerkvene ladje.  Notranjost so razsvetlili z novimi lestenci, za katere je denar darovalo deset obrtnikov. Obnovili so notranjost cerkve (stene), vgradili so nova lesena okna, lesen opaž, klopi so dali tapecirati.

## Arhitektura
Tloris cerkve iz leta 1926 ima obliko križa. Zunanjo stran členijo oporniki. Kot vhodna lopa služi masiven zvonik, ki je na kvadratni osnovi.
Cerkev stoji ob križišču ceste v vasi.